# ZweiundDieselbe
ZweiundDieselbe (Originaltitel: The adoration of Jenna Fox) ist ein 2008 erschienener Jugendroman von Mary E. Pearson. Er wurde erstmals im Jahr 2009 vom S. Fischer Verlag in Deutschland veröffentlicht und handelt von der Selbstfindung einer Jugendlichen nach einem Autounfall. Die Themen des Romans sind unter anderem die Gegenüberstellung von Wissenschaft und Natur, Adoleszenz und die Frage danach, was den Menschen zum Menschen macht. Der Roman wurde außerdem 2010 für den deutschen Jugendbuchpreis nominiert.

## Inhaltsangabe
Die siebzehnjährige Jenna (Angelina) Fox erwacht nach einem Jahr aus dem Koma und stellt fest, dass sie sich nicht mehr an ihre Vergangenheit erinnern kann. Das Einzige, was sie über die Situation weiß, ist, dass sie mit ihren übervorsichtigen Eltern und ihrer Großmutter Lily, die keine gute Verbindung zu ihrer Enkelin hat, in einem großen, alten, teilweise noch leerstehenden Haus lebt. Dazu kommt noch, dass die Familie vor Jennas Erwachen aus dem Koma in Boston lebte. Um die Wiedererlangung ihrer Erinnerungen zu erleichtern, werden ihr von ihren Eltern DVDs mit Aufnahmen aus Jennas Kindheit zur Verfügung gestellt. 
Während sie diese Aufnahmen durcharbeitet, bleiben jedoch einige Dinge unklar. Ihre Eltern sind sehr vorsichtig, aus Gründen die Jenna anfangs noch nicht bekannt sind. Sie stellt sich oft die Frage, weshalb sie nicht mehr in ihrer alten Heimat leben, beziehungsweise warum Jenna wie zufällig kurz nach dem Umzug aus dem Koma erwachte. Dazu kommt noch, dass Jenna in Boston zwei Freundinnen namens Kara und Locke hatte, die sich aus irgendeinem Grund nicht mehr bei ihr melden.
Besonders ihre Mutter Claire stand Jennas Rückkehr in die Schule kritisch gegenüber, konnte schließlich jedoch davon überzeugt werden. Daraufhin wird Jenna von ihr bei der örtlichen Privatschule angemeldet. In ihrer neuen Klasse lernt sie nicht nur Dane, Ethan und Allys kennen, sondern erfährt erstmals von ihren Mitschülern etwas über die NEWF und das blaue Bio-Gel, das Jennas Vater Matthew entwickelte. 
Eines Tages findet Jenna eine verschlossene Tür im begehbaren Schrank ihrer Mutter. Unter Claires Matratze findet sie einen Schlüssel, mit dem sich die Tür öffnen lässt. Hinter der Tür findet Jenna drei ungewöhnliche Computer. Auf einem dieser Computer steht aus irgendeinem Grund ihr Name. Bei dem Versuch, die Computer abzumontieren, schneidet sie sich an der Blechkante, mit der die Computer festgenietet sind. Durch den Schnitt in ihrer Hand stellt sich für Jenna heraus, dass sie zum Großteil aus Bio-Gel besteht und nur ein kleiner Teil ihres alten Körpers vorhanden ist. Jenna überschreitet bei weitem das Punktesystem der NEWF, durch die große Menge an Bio-Gel ist Jenna laut den Gesetzen der NEWF verboten. 
Kurz darauf erfährt sie von Lily, dass ihr Gehirn manipuliert und künstliches Wissen aufgespielt wurde. Außerdem erfährt sie zusätzlich von ihrem Vater, dass das Bio-Gel ein Verfallsdatum hat und sie deswegen nicht mehr in Boston wohnen, denn dort ist das Klima zu unbeständig. Doch Jenna kann dieses von ihren Eltern zugeteilte Geheimnis nicht für sich behalten und weiht Ethan, für den sie Gefühle hat, darin ein. Erst später wird sie ganz über den Unfall aufgeklärt und recherchiert bei Mr. Bender über Kara und Locke, die aufgrund der Verletzungen durch den Autounfall, in den Jenna verwickelt war, verstarben. Doch sie ist der festen Überzeugung, dass sie nicht schuld am Tod der beiden ist, so wie es im Bericht steht. Jenna stellt ihre Eltern ein weiteres Mal zur Rede. Sie will wissen, was auf den Computern gespeichert ist. Es sind angeblich nur Sicherheitskopien mit der DNS von ihr und ihren Freundinnen Kara und Locke, laut Aussage ihrer Eltern. 
Als Jennas Schulfreundin Allys, die Mitglied der NEWF ist, davon erfährt, will sie Jenna bei der Behörde melden. Selbst Ethans Versuche, sie umzustimmen, können sie nicht von diesem Plan abbringen. Als sie ein paar Tage später von Ethan und Jenna besucht wird, um sie in einem letzten Versuch umzustimmen, erwartet die beiden ein überraschender Anblick: Allys liegt todkrank im Bett, die Anzeige soll deshalb von ihren Eltern übernommen werden. 
Als Jenna wieder zu Hause ist, belauscht sie ein Gespräch ihres Vaters: Die drei Computer sollen angeblich am nächsten Morgen abgeholt und an einen sicheren Ort verfrachtet werden. Sie will und kann dies aber nicht zulassen. Unterstützt wird sie in diesem Vorhaben von Lily, die sich in Zwischenzeit ihr gegenüber aufgewärmt hat. Am nächsten Morgen schafft Jenna es, ihre Eltern in ihr Zimmer zu locken und dort einzusperren. In der gewonnenen Zeit kann sie ungestört die Computer abmontieren und in den Teich werfen. Kurz darauf erscheint Allys' Mutter und bittet Matthew um Hilfe. Er soll Allys das Bio-Gel auch einpflanzen, damit sie überlebt. 
260 Jahre später wohnen Allys und Jenna im Haus ihres Nachbarn Clayton Bender. Alle anderen sind gestorben, Jenna hat ein Kind namens Kayla und beschließt, bald nach Boston zu gehen, um friedlich zu sterben.

## Gestaltung des Textes
In ZweiundDieselbe tauchen außer dem eigentlichen Text oft Definitionen von Wörtern auf, deren Bedeutung Jenna wieder nach und nach erlangt. Außerdem tauchen im Text lexikonartige Definitionen von Wörtern auf, bei denen sie sich fragt, ob diese Wörter auf sie zutreffen, so auch eine Definition von ihr selbst. Im Text tauchen daneben immer wieder innere Gedanken bzw. Monologe auf, die in Versform geschrieben sind.

## Figuren

### Jenna Angeline Fox
Jenna, ein 17-jähriges Mädchen aus Boston, liegt nach einem schweren Unfall im Koma. Im Verlauf des Buches erfährt man, dass sie während des Komas nach Kalifornien umgezogen ist und über ein ganzes Jahr verschlafen hat. Sie lebt dort mit ihren Eltern und ihrer Großmutter in einem Cottage und versucht, ihr verlorenes Gedächtnis wiederzuerlangen. Auf der Suche nach ihren Erinnerungen entdeckt sie unter anderem die Wahrheit über sich selbst, denn sie ist kein richtiger Mensch mehr. Man konnte nur noch 10 % ihres Gehirns retten, und auch ihr gesamter Körper wurde künstlich nachgebaut, die Haut nachgezüchtet. Dadurch haben ihre Eltern und sie jedoch gegen das Gesetz verstoßen, weswegen sie Jenna versteckt halten müssen. Ein weiterer Grund für den Umzug sind die klimatischen Verhältnisse in Kalifornien, wo Jennas „Biogel“, das einen Großteil ihres neuen Körpers ausmacht, bis zu 200 Jahre hält. Die Probleme der Selbstfindung und die Frage, ob Jenna überhaupt existieren darf, beschäftigen Jenna im kompletten Verlauf des Buches.

#### Die „alte“ Jenna
Um sich besser an alles zu erinnern, schaut sie Aufnahmen von sich selbst an, die hier aufgegriffen und im Zusammenhang mit Jenna dargestellt werden.

##### Jenna 7 Jahre
Jenna hat einen Kuchen zum Geburtstag des Vaters gebacken. Der Vater wird davor aber noch durch das ganze Haus geführt, wobei herauskommt, dass der Vater Jenna Vertrauen entgegenbringt. Der Kuchen ist nicht ganz perfekt, der Vater freut sich aber trotzdem darüber.
In diesem Video ist Jenna ein fröhliches und sorgenloses kleines Mädchen, das mit sich und der Welt zufrieden ist. Jedoch wird in diesem Video schon klar, dass ihre Eltern sie vergöttern und Jenna für sie ihr Ein und Alles, ihr Wunderkind ist. Die neue Jenna fühlt sich beim Betrachten der Aufnahme glücklich und bedingungslos akzeptiert, ein Unterschied zu Jennas jetzigem Zustand. Jenna ist sorgenvoll, fühlt sich nicht akzeptiert und ist auch keine Bilderbuchtochter mehr. Sie ist im Unreinen mit sich selbst.

##### Jenna, 10 Jahre
Diese Aufnahme zeigt Jenna bei vielen verschiedenen Aktivitäten. Sie besucht den Tauchunterricht, hat eine Ballettaufführung oder übt Klavierspielen. Als sie die Stelle im Video mit dem Fußballspiel anschaut, entdeckt sie eine Narbe an ihrem Hals, die verschwunden ist.
In diesem Video ist Jenna immer noch glücklich, jedoch lebt sie ein mit Aktivitäten vollgestopftes Leben und ist immer beschäftigt. Als Wunderkind der Eltern fängt Jenna schon mit 10 Jahren an, die Erwartungen dieser zu erfüllen. Zudem hat sie viele Freunde und auch die Jenna von heute beginnt neue Freunde zu finden. Ihr Leben ist jedoch leer und keineswegs ausgefüllt.

##### Jenna, 14 Jahre
Es beginnt mit dem Geburtstag von Jenna in Paris. Sie kümmert sich nicht weiter um die Kamera, die ein Teil ihres Lebens geworden ist. So betrachtet Jenna ihre Hände mit anderen Augen und sie bemerkt, dass „etwas in ihr verdreht“ ist.
In diesem Video zeigt Jenna schon Anzeichen davon, dass es sie nervt, von ihren Eltern vergöttert und unentwegt gefilmt zu werden, jedoch hat sie sich daran gewöhnt und akzeptiert es. Die Beziehung zu ihren Eltern beginnt schlechter zu werden. Doch sie war immer selbstbewusst und hatte Selbstvertrauen zu sich, was Jenna heute fehlt.

##### Jenna, 16 Jahre I
Jenna sucht in diesem Video vergebens nach Kara und Locke, ihren Mitschülerinnen. Der Geburtstag findet in Schottland statt. Im Anblick der Kamera wirkt das Lächeln von Jenna gezwungen.
In diesem Video wird Jenna wirklich bewusst, dass sie von ihren Eltern vergöttert wird und auch der Druck, die Erwartungen der Eltern zu erfüllen wird immer größer und überfordert sie. Sie will Privatsphäre und ihr eigenes Leben. Jedoch kommt sie nicht aus der Rolle des Wunderkindes hinaus. Die Jenna von heute ist schon von ihrem Sockel gestürzt und auch kein Wunderkind mehr. Außerdem erfüllt sie die Erwartungen der Eltern nicht mehr. Sie fängt an ihr eigenbestimmtes Leben zu führen.

##### Jenna, 16 Jahre II
In diesem Video steht die Ballettaufführung von Jenna im Mittelpunkt. Jenna will kein Ballett mehr tanzen. Sie tanzt Ballett nicht aus eigenem Antrieb, sondern weil es ihre Eltern wollen. Man erfährt, dass es Jenna immer am wichtigsten war, die Erwartungen der anderen zu erfüllen. Sie will jedoch rebellieren, nicht mehr das Wunderkind sein und auch die Erwartungen nicht mehr erfüllen müssen. Es gelingt ihr aber nicht, da sie nicht in der Lage ist, ihre Eltern zu enttäuschen und ihnen die Illusion eines Wunderkindes zu nehmen. Die Jenna von heute dagegen hat mehr Durchsetzungsvermögen und versucht, nicht mehr die Erwartungen zu erfüllen.

#### Die „neue“ Jenna
Im folgenden Abschnitt werden Kapitel des Romans aufgeführt, die charakteristisch für die Wandlung Jennas im Laufe der Handlung stehen.

##### Am Strand
Jennas Mutter besteht darauf, dass Jenna mit Lily und ihr zum Strand geht. Als sich Jenna bei Lily darüber beschwert, zwingt Lily sie, endlich zu sagen, was sie will, und zwar in Gegenwart ihrer Mutter.
Jenna kann immer noch nicht sagen, was ihre Bedürfnisse sind, bis Lily sie dazu zwingt und sie diese endlich laut ausspricht. Auch will Jenna kein Wunderkind mehr sein und auf einem Sockel stehen und versucht es auch gar nicht mehr. Daraus folgt der Wille nach einem richtigen Leben, Selbstbestimmung und das Recht, Entscheidungen selbst zu treffen.
Jenna ist viel selbstbewusster geworden und sagt, was sie will. Sie hat endlich den Mut dazu und verlangt nach einem eigenständigen Leben. Die Beziehung zu Lily hat sich sehr verbessert, die Beziehung zu Claire bleibt weiterhin schlecht.
Jenna hat in diesem Abschnitt erkannt, dass es unnatürlich ist, Kara und Locke in den Sicherungskopien zu lassen. Sie stellt die Natur vor die Wissenschaft.
Jenna findet wieder zu sich selbst, bekommt Selbstbestimmung und Selbstständigkeit. Zudem entwickelt sie einen eigenen Willen, was alles wichtige Bausteine für die Persönlichkeit sind. Lily hilft Jenna dabei, wohingegen Claire Jenna immer noch kontrollieren will.

##### Ein Plan
Jenna befreit mit Hilfe von Lily und gegen den Willen ihrer Eltern die Sicherungskopien von Kara, Locke und sich und wirft sie in den Teich hinterm Haus. Obwohl ihre Eltern anfangs sehr wütend sind, versöhnen sie sich am Schluss mit Jenna.
Die Neurochips fangen an, alles natürliche eines Menschen nachzuahmen, sie erinnern sich daran und Jenna wird immer mehr zu einem „richtigen“ Menschen. Jenna setzt ihren Willen durch und handelt gegen ihre Eltern und erreicht damit Selbstbestimmung. Das Wunderkind Jenna gibt es nicht mehr. Jenna handelt selbstbestimmt, sie hat viel mehr Selbstvertrauen und akzeptiert sich. Die Beziehung zu Lily verbessert sich, Lily ist Jennas Freundin, Verbündete und Ansprechpartnerin. Auch die Beziehung von Jenna zu ihren Eltern verbessert sich, die Eltern begreifen, dass Jenna kein Wunderkind mehr ist und es herrscht gegenseitige Akzeptanz und Liebe.
Jenna zerstört die Sicherungskopien, da sie sie für unnatürlich hält. Die Natur ist ihr wichtiger als die Wissenschaft, auch wenn sie es ihr zu verdanken hat, dass sie noch lebt.
Jennas Identität wird immer ausgeprägter, sie findet zu sich selbst und ihrem eigenen Willen und führt ihr eigenes Leben.

##### Taufe
Lily und Jenna gehen zusammen in die Kirche. Schließlich bekreuzigt und tauft Lily Jenna mit Weihwasser, denn für sie hat Jenna eine Seele.
Der Alltagstrott hat wieder eingesetzt. Doch in der Kirche macht Lily Jenna klar, dass sie daran glaube, dass Jenna eine Seele besitzt. Für Jenna ist diese Taufe auch ein Symbol dafür, das Alte wegzuwaschen und an das Neue zu glauben. Jenna hat sich akzeptiert, so wie sie ist. Sie glaubt an eine neue Jenna und glaubt an ihre Seele. Die Beziehung zu Lily ist sehr intensiv. Jenna ist ein richtiger Mensch und gehört mittlerweile zur Natur, obwohl sie eigentlich ein Wissenschaftliches „Projekt“ ist. Jenna ist glücklich über die Wissenschaft und ihren Fortschritt, da es sie sonst nicht mehr geben würde. Jenna hat sich selbst und ihre Persönlichkeit gefunden.

##### Zweihundertsechzig Jahre danach
Jennas Leben wird 260 Jahre nach den Ereignissen beschrieben. Jenna ist nun 277 Jahre alt, sie wohnt in Mr. Benders Haus, da ihres abgebrannt ist. Ihre Eltern, Lily und Mr. Bender sind schon lange tot. Allys wurde auch gerettet und ist nun wie Jenna. 22  % ihres Gehirns konnten gerettet werden. Sie sind zwei alte Weiber in den Körpern von jungen Mädchen. Mittlerweile gibt es noch mehr von ihnen, wobei die Grenze 10 % ist, das Biogel altert und eine natürliche Lebensdauer hat. Jenna waren 70 Jahre mit Ethan vergönnt und nach seinem Tod hat sie sich für ein Kind entschieden, ihre Tochter Kayla. Sie liebt ihre Tochter, will sie nicht überleben und deswegen später einmal nach Boston ziehen. Jenna ist nicht mehr alleine, sie hat Liebe und das Mutterglück erfahren und akzeptiert sich völlig. Sie lebt ihr eigenes Leben und ist glücklich. Jenna ist froh über die Wissenschaft, da sie Menschenleben rettet und man erkannt hat, dass 10 % des Gehirns ausreichen, um zu leben. Jenna hat ihre Identität wiedererlangt und ihre Persönlichkeit gefunden.

### Lily
Lily ist eine hübsche und mindestens 60 Jahre alte Frau. Früher war sie im städtischen Krankenhaus in Boston Chefärztin der Inneren Medizin. Man weiß nicht genau, warum sie keine Ärztin mehr ist, jedoch hat sie sich oft zu Gunsten der Wissenschaft über Gesetze hinweggesetzt. Im Heute der Handlung regt sie sich über die Wissenschaftler auf, die dasselbe tun. Dies liegt daran, dass sie die Wissenschaft für den Tod ihres Mannes verantwortlich macht, der aufgrund versagender Antibiotika bei einer Epidemie starb. Sie ist darüber hinaus Mitglied des Weltverbandes zur Bewahrung des Saatguts, um Pflanzen vor der Genmanipulation zu bewahren. Claire, ihre Tochter, ist ihr Ein und Alles. Sie liebt Claire sehr und würde alles für sie tun. Sie hat sogar ihren „Walden“ also ihren Rückzugsort in der Toskana vor der Sache mit Jenna abgesagt, um Claires Bitte, ihr zu helfen nachzugehen. Sie lenkt sich damit ab, viel Zeit in der Küche und ihrem Gewächshaus zu verbringen. Dort ist sie sehr zielstrebig, still und teilweise auch aggressiv, weil sie dort weiß was sie will, im Gegensatz dazu weiß sie mit Jenna nichts Richtiges anzufangen. Hinzu kommt noch ihre Gläubigkeit, die man an der Bekreuzigung beim Betreten der Kirche merkt, in der sie sich mit Pater Rico trifft. Angst vor dem Tod hat sie nicht, sie meint, es gebe Schlimmeres. Damit spricht sie indirekt an, was Jenna passiert ist, nämlich den biologischen Tod und die illegale Rettung durch die Eltern. Lily hat ihre eigene Tochter im Reagenzglas gezeugt und hat somit ihr eigenes Wunderkind, jedoch erlaubt sie Claire nicht, auch eins zu haben. Sie findet gewisse Dinge im Bezug auf die Wissenschaft in Ordnung, allerdings nicht das Eingreifen in Leben und Tod. Durch ihren Glauben an Gott, also das Natürliche, kommt auch die Grundproblematik hervor. Der Eingriff der Wissenschaft in die Natur. Da Lily Ärztin war und trotzdem gegen das ist, was mit Jenna gemacht wurde, kommt hervor, wie stark sie dagegen ist, denn sie hat durch ihren Beruf als Ärztin einen Einblick in beide Seiten und dadurch eine gewisse Kompetenz. Lily weist Jenna auf die Wahrheit hin, indem sie ihr hilft, sich an früher zu erinnern. Sie zeigt Jenna das Verhalten, welches sie früher hatte, wie z. B. dass sie sich selbst zwang, perfekt zu sein. Lily ist sehr wichtig für den Selbstfindungsprozess von Jenna, da sie Jenna durch ihre Offenheit hilft, sich selbst zu finden. Sie weiß mehr über Jenna als ihre Eltern, da sie die Bezugsperson von Jenna gewesen ist. Sie ist innerhalb der Familie die wichtigste Person, was den Selbstfindungsprozess anbelangt.

#### Das Verhältnis zwischen Lily und  Jenna
Lily und Jenna scheinen sich zu Beginn der Geschichte noch nicht zu verstehen. Das scheint auch Jenna lange zu hinterfragen, bis der wahre Grund zu Tage tritt. Jenna Fox ist ein Produkt aus der NEWF, also nicht einhundertprozentig von Menschen geschaffen. So ist ihr neues Ich zu 10 % menschliches Material und zu 90 % bestehend aus dem von Jennas Vater Matthew erfundenem Bio-Gel. Das spricht nicht nur gegen die Regeln der NEWF, sondern auch der FSEB (Federal science Ethics Board). Lily ist ein Mitglied dieser Gemeinde. Eine gläubige Gemeinde, die den ethisch-wissenschaftlichen Status eines Projektes überprüft. Und natürlich weiß Lily von Jennas illegalem Geheimnis. Wären sie in Boston geblieben, wären sie auf ständiger Flucht, was zum einen auch der Grund ist, dass sie nach Kalifornien gezogen sind und die Eltern sich so um Jenna sorgen.

##### Vor dem Unfall
Lily und Jenna hatten vor dem Unfall ein gutes Verhältnis, so wie es für eine Großmutter und ihre Enkelin normal ist. Lily war die Bezugsperson Jennas und war offen ihr gegenüber.

##### Nach dem Unfall
Lily hat sich vor 1 ½ Jahren von der im Koma liegenden Jenna verabschiedet und so kommt sie nicht damit klar, dass Jenna noch lebt. Sie hat aus diesem Grund auch keinen Platz mehr für Jenna und sieht die Rettung als Fehler. Lily weiß nicht, was sie von Jenna halten soll und ist sich nicht im Klaren darüber, ob sie nur eine lebensechte Kopie von „ihrer“ Jenna ist oder nicht. Sie ist fassungslos, als sie mitbekommt, dass Jenna sich an ihre Taufe und andere Erlebnisse aus ihrer Vergangenheit erinnert. Sie sieht die Jenna nach dem Unfall auch nicht als Mensch, sondern viel mehr als einen Gegenstand. Doch im Laufe der Handlung wird Jenna für sie immer menschlicher. Dies merkt man, als sie zunehmend das Wort „Mensch“ im Bezug zu Jenna verwendet. Das ist auch der Grund, warum sie abweisend ist und weshalb die Stimmung gezwungen und gereizt ist. Es ist nicht klar, ob Lily Jenna als Gefahr sieht. Das Verhalten verändert sich fortwährend, jedoch merkt man immer eine gewisse Abneigung. Sie ist meist abweisend, sarkastisch und verschlossen gegenüber Jenna.
Den ersten Schritt der Wendung im Verhältnis von Jenna und Lily sieht man, als Jenna ins Gewächshaus kommt und Lily hilft. Nach einer Weile sagt Lily ihr indirekt, dass sie unter dem Bann von Claire (also von ihren Eltern) steht. Der zweite Schritt ist später am Strand, als Lily Jenna hilft, sich gegen ihre Mutter durchzusetzen. Der dritte und letzte Schritt ist am Ende des Buches, dort hilft Lily Jenna ihren Plan, die Sicherungskopien zu zerstören, durchzusetzen. Die Wendung erfolgt schrittweise und sie ist nicht deutlich erkennbar. Mit der abschließenden Taufszene wird klar, dass Jenna von Lily endgültig als eigenständiger Mensch anerkannt wird. Lily hilft Jenna, sich gegen ihre Eltern zu stellen und zu einer eigenständigen Persönlichkeit zu finden. Sie möchte nicht mehr, dass Jenna unter dem Bann der Eltern steht. Das ist auch der Grund, warum sie will, dass Jenna mehr Freiraum bekommt. Lily ist letztlich wieder die Bezugsperson Jennas und schlägt sich auf deren Seite, gegen Jennas Eltern, wie es bereits vor dem Unfall der Fall gewesen ist.

#### Unterschiede und Parallelen im Bezug zur Hauptfigur

##### Unterschiede
Lily läuft vor ihren Problemen davon. Jenna stellt sich ihren Problemen und diskutiert darüber. Im Gespräch zwischen Lily und Claire wird vieles beredet und oft gestritten. Im Gespräch zwischen Jenna und Claire wird eher geschwiegen und beide vermeiden die Gespräche.

##### Parallelen
Jenna und Lily stehen bzw. standen beide unter dem Bann von Claire. Außerdem sind beide eher gegen den Eingriff der Wissenschaft in die Natur. Claire ist das Wunderkind von Lily, so wie Jenna das Wunderkind von Claire ist. Es gibt also Parallelen in der Mutter-Tochter-Beziehung.

### Ethan
Im Jugendroman „Zweiunddieselbe“ wird der Charakter Ethan, welcher in Kalifornien lebt und vermutlich 17 bis 18 Jahre alt ist, als eine nach außen eher verschlossene Person dargestellt. Sein Äußeres wirkt ungepflegt und seine Kleidung im Vergleich zu Jennas und Danes dunkel und zwielichtig. Dieses Zwielichtige spiegelt seine Vergangenheit wider, in welcher er ein Jahr wegen schwerer Körperverletzung im Jugendgefängnis verbrachte. Sein Charakter jedoch entspricht dem Gegenteil seines äußeren Erscheinens, anfangs misstrauisch und wortkarg, im späteren Verlauf hingegen offen, vertrauenswürdig und verständnisvoll. Trotz seiner überwiegend positiven Eigenschaften tritt er in gewissen Situationen leicht reizbar und nachtragend auf. Nebenbei besitzt er die Eigenschaft, Handlungen und Aktionen anderer Akteure zu deuten und somit ihr Inneres besser zu verstehen als andere. Sein anfänglich geringfügiger Kontakt zur Hauptperson Jenna entwickelt sich im Laufe der Geschichte zur Sympathie und er verliebt sich schließlich in sie. Ethan wurde nach seiner Straftat vom Richter als Unmensch bezeichnet, dies streitet er jedoch ab. Jenna ist sich zu diesem Zeitpunkt noch nicht im Klaren, was sie wirklich ist. Hierbei hilft ihr Ethan, welcher nicht nur von sich selbst, sondern auch von Jenna überzeugt ist, dass sie keine Unmenschen sind. Damit hilft er Jenna, sich selbst als Mensch zu sehen. Dieses eigentlich schreckliche Wort „Unmensch“ verbindet die beiden und deren Schicksal.

### Dane
Neben Ethan gibt es noch einen weiteren wichtigen Charakter namens Dane. Er ist 17 bis 18 Jahre alt und lebt in einem weißen, durch ein Erdbeben beschädigtes Haus neben der Hauptperson Jenna. Von der Vorgeschichte Danes wird im Buch nichts berichtet, lediglich ein gewalttätiger Übergriff auf Jenna lässt auf eine kriminelle Vergangenheit schließen. Danes anfängliches Auftreten gegenüber Jenna ist freundlich und aufgeschlossen. Im weiteren Verlauf zeichnet sich eine gewisse Arroganz zuzüglich eines übertriebenen Selbstbewusstseins in Danes Wesen ab. Neben Sticheleien terrorisiert er Jennas Mitschüler, besonders Ethan wird im Buch zum Opfer seiner verbalen Attacken, welche sich meist auf Ethans dunkle Vergangenheit beziehen. Im Gegensatz zu Ethan besitzt Dane „keine Seele“, zumindest laut Jenna, da seine Augen im Buch als leer und ausdruckslos beschrieben werden. Ausschließlich in einer Szene des Buches sieht Jenna eine Art innere Flamme in Danes Augen lodern, was jedoch nur Zeugnis seines gewalttätigen Wesens ist. Des Weiteren lässt die von Dane anscheinend ausgehende Leere Jenna an der Existenz ihrer eigenen Seele zweifeln.

### Clayton Bender
Clayton Bender ist eine der Hauptpersonen. Er wird als hilfsbereit, zuverlässig, höflich und gesprächsfreudig beschrieben. Er ist der Nachbar von Jenna und spielt zusammen mit seinem Haus eine Rolle als eine Art Informationszentrum, da Jenna oft das Gespräch zu ihm sucht und bei ihm immer wieder neues über ihre Vergangenheit erfährt. Er ist Naturkünstler, denn er erschafft Kunstwerke aus Dingen, die er in der Natur findet. Gleichzeitig lebt er auch von seinen Werken, die er mit großer Leidenschaft kreiert. Clayton ist nicht nur ein Naturkünstler, sondern lebt auch wie einer. Er lebt zurückgezogen in einem Haus mit einem Lebensstil, der dem aus Thoreaus „Walden“ sehr ähnelt, was man unter anderem daran erkennt, dass sein Garten sehr naturbelassen ist. In Wirklichkeit heißt Bender Edward und ist vor langer Zeit von Zuhause weggelaufen. Dabei trifft er auf den echten Clayton Bender, mit dem er daraufhin zusammen lebt. Als Clayton Bender stirbt, nimmt er mithilfe der Geburtsurkunde und den anderen Papieren, die einen Menschen identifizieren, die Identität von Mr. Bender an. Mittlerweile lebt Edward etwa seit 30 Jahren mit der Identität von Clayton Bender. Clayton und Jenna verstehen sich gut, weil sie eine Gemeinsamkeit haben, da beide eine neue Identität angenommen haben oder annehmen mussten. Dadurch wird Bender zu einer Art Spiegelfigur von Jenna. Doch andererseits sind beide verschieden, da Bender ein naturverbundener Mensch ist und Jenna den Gesetzen der Natur mit ihrer Künstlichkeit widerspricht. Es besteht auch ein gutes Verhältnis zu Jennas Vater, denn Bender ist ein alter Freund der Familie. So hat er das abgeschiedene Haus für die Familie Fox ausgesucht und ist ein wichtiger Teil des Fluchtplans, falls Jenna auffliegt. Er ist auch eine Vertrauensperson, da er Jennas Geheimnis kennt.

## Motive

### Das Motiv der Augen bzw. der Blicke
Die Augen durchziehen das gesamte Buch als Motiv. Die Augen sind – besonders für Jenna – ein Fenster zum Inneren eines Menschen. Sie dienen nicht nur als Sinneswerkzeuge, sondern als direktes Ausdrucksorgan der Seele, unmittelbar verbunden mit den verschiedenen Figuren des Romans und deren Gefühle. Im Buch kommen mehrere Augenkontakte vor. Diese charakterisieren jede Figur in einem gewissen Maße. Die Charakterisierung erfolgt hierbei durch eine Verknüpfung der Darstellung der Augen im Roman mit der Tatsache, dass sich Emotionen auf die Veränderungen des Auges auswirken. Diese Tatsache der unbewussten Pupillenreflexe findet gerade durch die charakterisierende Wirkung häufig Anwendung in Pearsons Roman.
Beispielsweise ist der „leere“ Blick, wie ihn Dane zu Anfang des Textes hat, ein Symbol für die Starrheit und Leere in Danes Innerstem. Dieser Blick kann auch als „böser Blick“ gedeutet werden, welcher etwa Desinteresse und Verachtung ausdrückt. Auch die „stechenden“ Augen, welche von der Figur der Jenna als ebenso unangenehm aufgefasst werden, werden vor allem im Zusammenhang mit Dane genannt. Diese Form des Blickes ist sehr intensiv und signalisiert eine Aufforderung zum Kampf. Dies bezieht sich vor allen Dingen auf den Konflikt zwischen Ethan und Dane, die beide um Jennas Zuneigung ringen. Auch bei Tieren kann man solche mit den Augen ausgetragenen Territorialkämpfe betrachten. Deshalb werden Danes Augen im Buch auch mit „gierigen Tieraugen“, die „blau“ und „stechend“ sind, beschrieben. Darüber hinaus tritt hier der animalische und triebhafte Charakter hervor, der im direkten Zusammenhang mit der Handlung, einer versuchten sexuellen Nötigung, steht. In direktem Gegensatz zu der Figur des Dane steht Ethan. Er besitzt braune, freundliche und ehrliche Augen. Sein Blick verrät, dass Ethan, im direkten Gegensatz zu Dane, eher am Inneren der Menschen interessiert ist. Ethans Augen spiegeln daneben seine emotionale Wärme wider und gerade das ist es, was Jenna an ihm so anziehend findet.
Zudem werden im Roman auch die Augenbewegungen von den Figuren nach den Regeln des neurolinguistischen Programmierens noch subtiler gedeutet. Danach lässt sich unter anderem an bestimmten spontanen Augenbewegungen erkennen, was im Inneren des Menschen abläuft. So entlarvt Jenna beispielsweise einen Seitenblick Clayton Benders auf die Frage, ob er noch mehr wisse, als er ihr sage, als Lüge.

### Das Motiv der Häuser
Interessant in ZweiundDieselbe ist, dass es fünf Gebäude gibt, mit denen auf Personen Bezug genommen wird:

#### Das Gewächshaus
Das Gewächshaus spiegelt Lily wider, die dort die ursprünglichen, nicht veränderten Pflanzen züchtet. Dies charakterisiert Lily als naturgebundenen Mensch. Lily verbringt viel Zeit in ihrem Gewächshaus. Das Gewächshaus wird von Jenna als warm wie im Mutterleib beschrieben. Dies drückt das Wohlbefinden aus, das Jenna hier verspürt, da sie im Verlauf der Handlung mehr und mehr menschliche Züge zeigt und so von Lily an der betreffenden Stelle mehr respektiert wird als zum Beginn der Geschichte. Zudem wird das Gewächshaus im Verlaufe der Handlung repariert, so wird auch Jennas Beziehung zu Lily immer besser.

#### Die Kirche
Hier wird die Gläubigkeit Lilys und noch einmal ihre Naturverbundenheit verdeutlicht, da sie sich mit Pater Rico trifft. Dieser steht dem Einfluss der Wissenschaft auf die Natur ebenfalls kritisch gegenüber. Auch Jenna fühlt in der Kirche eine Geborgenheit, die oft neue Erinnerungen auslöst. Jenna blickt auch in die Kuppel der Kirche, was Freiheit und damit Jennas Gedanken symbolisieren soll. Jenna will frei sein und verstehen, was mit ihr passiert ist. In der Kirche stehen bei jedem Besuch Kerzen oder es duftet nach ihnen. Kerzen stehen allgemein für Trost, Wahrheit und Erkenntnis. All dies bekommt Jenna, wenn sie sich in der Kirche aufhält. Jenna steht oft in der Mitte des Kreuzes aus Querschiff und Hauptschiff. Das Kreuz steht einmal für Tod und Leid, was in gewisser Weise auf Jenna zutrifft, aber auch für Überwindung und die Heilung, die Jenna im Laufe der Geschichte durchmacht. Zum anderen steht das Kreuz für die Kreuzung zwischen dem Göttlichen und dem Menschlichen. Der Querbalken steht für das Menschliche, der senkrechte Balken steht für das Ursprüngliche oder Göttliche. Auch Jenna ist eine solche Kreuzung. Die Persönlichkeit und die Seele Jennas stehen für das Göttliche, ihr künstlicher Körper hingegen wurde von Menschenhand erschaffen.

#### Danes weißes Haus
Das Haus sieht von außen sehr gut aus, hat aber ein paar Risse vom Erdbeben, die nicht repariert wurden. So wie Dane ist es von außen schön, das Innere aber abgeschottet. Die weiße Farbe des Hauses steht für die Unschuld, die nach außen signalisiert wird, so wirkt auch Dane von außen unschuldig. Das Einzige, was man von außen durch ein Fenster erkennen kann, ist ein Kronleuchter, die restlichen Fenster sind nicht einsehbar. Der Kronleuchter kann als Hinweis auf die Flamme, die in Dane brennt, gedeutet werden. Diese Flamme erkennt Jenna in Danes Augen, als er sie im Wald überrascht.

#### Clayton Benders Haus
Wird mit dem Haus aus „Walden“ von Henry D. Thoreau verglichen, sehr naturverbunden und ruhig. Er lebt sehr abgeschieden, wie ein Einsiedler. Er kauft das Haus zu einem Spottpreis, da es wegen des Erdbebens keiner wollte. Aus seinem kaputten Sessel kommt Rosshaar hervor, womit der Sessel gefüttert ist. Rosshaar ist ein Symbol für die innere Natur des Menschen, aber auch für den Tod. Das hebt heraus, dass der Jugendfreund von Jennas Vater die Identität des verstorbenen Clayton Bender übernommen hat. Auch hier wird die Grundproblematik der Identität angesprochen.

#### Das Haus von Jennas Eltern
Das Haus ist am Anfang renovierungsbedürftig, mit der positiven Entwicklung Jennas wird auch das Haus immer weiter renoviert. Das Haus steht als eine Art Spiegelung für Jennas Körper. Am Anfang ist das Haus verrammelt, man hat keinen Einblick. Mit dem Verlauf des Romans wird Jenna offener und damit auch das Haus. Das Cotswood-Cottage (Bauart des Hauses) ist ein Schafstall, also nicht besonders groß. Jenna kommt es aber groß vor, Da das Haus den Körper symbolisiert und Jennas Körper vor dem Unfall größer war, kommt ihr auch das Haus größer vor, als es ist. Im Verlauf der Geschichte findet Jenna heraus, dass sie und nicht Claire das Haus beherrscht. Damit wird an dieser Stelle betont, dass sie nun die Kontrolle über ihren Körper hat und nicht mehr Claire, welche in verschiedener Weise Jenna zu kontrollieren versuchte. Jennas Zimmer steht sinnbildlich für ihr Gehirn und ihr Gedächtnis. In diesem sind nur die nötigsten Sachen wie Bett, Stuhl und Schreibtisch, also eine gewisse Leere, so wie sie auch in Jennas Gedächtnis vorherrscht. Im Laufe der Geschichte kommen immer mehr Dinge in ihr Zimmer, parallel dazu kann sie sich auch an mehr erinnern. So werden neue Vorhänge aufgehängt, was auch eine Entwicklung der eigenen Persönlichkeit unterstreicht, daneben kommt auch ihr Netbook in ihr Zimmer. Das Netbook steht einerseits für das viele Wissen, das ihr ihre Eltern in das Gehirn gesetzt haben, andererseits auch für die Erinnerung an ihr altes Leben, da sie auf ihm immer die DVDs mit den Videos aus ihrer Kindheit anschaut, von denen sich die Eltern einen erinnerungsauslösenden Einfluss erhoffen. Der volle Kleiderschrank steht für die Persönlichkeit Jennas. In ihm sind nur von ihrer Mutter ausgesuchte Sachen. Nach einiger Zeit will sie neue Sachen wie etwa einen roten Rock. Hieran kann man die Entwicklung der Persönlichkeit erkennen. Jenna schaut oft an die Decke ihres Zimmers. Von ihrem Zimmer aus kann sie einen kleinen Teil von Lilys Gewächshaus sehen. Dies steht symbolisch dafür, dass Jenna Lily durch den Handlungsverlauf versucht zu durchschauen, ihr dies aber nicht gelingt. Das Haus wird am Anfang als kalt beschrieben. Auch Jennas künstlicher Körper ist kalt bzw. nicht lebendig. Aber sie wird immer mehr zum Menschen bzw. lebendiger und kommt im Handlungsverlauf in das warme Gewächshaus, wo sie sich wie ein normaler Mensch fühlt. Am Schluss schließt Jenna ihre Eltern in ihrem Zimmer ein, damit sie die Sicherungskopien, die ihre Eltern von ihr und ihren Freundinnen angelegt hatten, zerstören kann. Dies symbolisiert, dass Jenna sich von ihrem alten Ich lösen will, an dem die Eltern so stark hängen. Da ihr Zimmer für ihr Gehirn und ihre Gedanken steht, kann das Einsperren der Eltern auch dahingehend gedeutet werden, dass sich Jenna Verständnis für ihr Handeln erhofft. Das Erdbeben, welches in der Handlung immer wieder erwähnt wird, symbolisiert tragische Ereignisse oder Leute, da durch dieses die Häuser beschädigt worden sind, wie auch Körper oder der Verstand beschädigt wurde. Bei Jenna werden das Haus und damit ihr Gedächtnis renoviert, während bei Dane nichts unternommen wird. Das tragische Ereignis bei Clayton Bender war der Tod des „echten Benders“. Aber durch ihn bekam er die Möglichkeit, ein neues Leben zu beginnen und kaufte sich dieses Haus.

## Ausgaben (Auswahl)
- The adoration of Jenna Fox. Henry Holt, New York 2008, ISBN 978-0-8050-7668-4.
- ZweiundDieselbe.  Aus dem Amerikanischen von Gerald Jung und Katharina Orgaß. S. Fischer, Frankfurt, M. 2009, ISBN 978-3-596-85337-3.
- ZweiundDieselbe: wie viel von mir bin ich? Lesung mit Anna Carlsson. Lesefassung und Regie Judith Ruyters. DAV, Berlin 2009, ISBN 978-3-89813-916-8.